# Juan Lorenzo Lorenzo
Juan Lorenzo Lorenzo, filólogo español nacido en Santa Cristina de Vea (La Estrada-Pontevedra).

## Biografía
Licenciado en Filosofía y Letras y doctor en Filología Latina (La lengua de Jordanes, tesis dirigida por Carmen Codoñer Merino) por la Universidad de Salamanca, ejerció la docencia como profesor adjunto en la misma (1970-1983). En 1983 se traslada a Madrid tras obtener la plaza de Catedrático de Filología Latina que ejerce actualmente. Su campo de investigación se centra y ha centrado en el estudio de la Retórica y Oratoria clásicas y su repercusión y tradición en la política e historia españolas.
Además de su labor investigadora es públicamente reconocida, en los ámbitos de la filología clásica española, su capacidad para transmitir a las jóvenes generaciones de estudiantes su propio entusiasmo por la disciplina que imparte. .
También fue director, durante cuatro años, del Colegio Mayor Fray Luis de León de la Universidad de Salamanca y, posteriormente, de los colegios mayores masculinos de Fundación directa de la Universidad Complutense de Madrid (Ximénez de Cisneros, Antonio de Nebrija, Diego de Covarrubias y Menéndez Pelayo).
Algunos títulos de sus investigaciones y publicaciones son:
- "Color, luz y belleza en Marciano Capela. Cuadernos de Filología Clásica. Estudios Latinos, 6 (1994), pp. 157-176.
- "Sistematización tripartita de la preceptiva retórica", en TEORÍA/CRÍTICA (RETÓRICA HOY), Alicante, 1997, pp. 43-60.
- "Las declamaciones y Séneca el Viejo", en Historia de la Literatura Latina. Madrid, Cátedra, 1997, pp. 507-521.
- "Valores clásicos e educación", en Revista Galega do Ensino, 15 (2002), pp. 191-204.
- "El discurso político: entre la argumentación y la puesta en escena, en Quintiliano y la formación del orador político. Logroño, IER, 2000, pp. 113-132.
- "El poder de la palabra en Roma. Dos modalidades de discurso político, en Cuadernos de literatura griega y latina III(Madrid-Santiago de Compostela, 2001, pp. 43-59.
- "Escritores y comentaristas: claves retóricas para la interpretación de los textos clásicos (Madrid 2002), pp. 37-54.
- "Humanismo y pervivencia del mundo clásico (Alcañiz 2000).
- "La retórica en la España del siglo XVI, en El Brocense y las Humanidades del siglo XVI. Salamanca- Cáceres 2003, pp.191-210.
- "La oratoria de Emilio Castelar: un modelo de discurso apasionado, en Emilio Castelar y su época: Ideología, retórica y poética.Cádiz 2001, pp. 223-232.
- "Los Rhetoricorum libri IIII: singularidad de un tratado innovador dentro de la tradición, en Benito Arias Montano y los humanistas de su tiempo. Mérida, 2006, pp.225-244.
- "La Pronunciación: Teoría retórica de Benito Arias Montano sobre este officium del orador, en H. Beristáin-Gerardo Ramírez (ed.)Los ejes de la retórica. México,UNAM, 2005, pp. 209-229.
- "Los rhetores latini minores y su papel de intermediarios entre los clásicos y el humanismo renacentista. SPhV, 5 (2005), pp. 179-195.
- "Retórica de Antonio de Nebrija. Introducción, edición y traducción (Salamanca, 2006), 180 páginas.
- "Formación de la terminología retórica. VOCES 5, 2007, pp. 63-79.
- "Resonancias poéticas de Eco, en Ana Mª González de Tobía (ed.)Mito y Performance. La Plata, 2010, pp. 151-177.
- "Indicios de actio en textos poéticos latinos. LOGO (Revista de Retórica y Teoría de la Comunicación), 4 (2003), pp. 129-140.
- "Florilegios y Poliantheas al servicio de los officia retóricos, en Guadalupe Lopetegi (ed.), Retórica y Educación. Ámsterdam, 2008, pp. 247-268.
- "El valor de los preverbios en Jordanes. Salamanca, 1976, 311 pgs.
- "Aportaciones al estudio léxico del latín de los cristianos. EMERITA, 44 (1976), pp. 357-371.
- "Estudio de algunas parejas de sinónimos en Cicerón. SPhS, 1 (1977), pp. 157-176.
- "Técnica de los retratos en Jordanes. DURIUS, 5 (1977), pp. 127-138.
- "Técnica descriptiva en Virgilio y silio Itálico. CF, 15 (1978), pp. 201-215.
- "Acercamiento a la sintaxis de Potamio. EMERITA, 46 (1978), pp. 117-130.
- "Sobre un pasaje de Potamio: nemo neminem deserit. HELMANTICA, 28 (1978), pp. 165-171.
- "La historiografía, en EL COMENTARIO DE TEXTOS GRIEGOS Y LATINOS (en colaboración con G. Hinojo e I. Moreno). Madrid, Cátedra, 1979, pp. 221-248.
- "Ecos virgilianos en Gregorio de Tours y Jordanes. HELMANTICA, 33 (1982), pp. 359-369.
- "Epigrafía latina para nuestra historia reciente, en HUMANITAS IN HONOREM A. FONTÁN. mADRID, 1992, PP. 467-474.
- "Epigrafía latina para nuestra historia moderna", en IVCVNDI ACTI LABORES: ESTUDIOS EN HOMENAJE A DULCE ESTEFANÍA ÁLVAREZ, Madrid, 2004, pp. 25-31.
- "Gramaticalización de la semántica. CFCl, 1992, pp. 103-107.
- "Mors Clodi: léxico y persuasión retórica", en STVDIA PHILOLOGICA IN HONOREM O. GARCÍA DE LA FUENTE. Madrid, 1994, pp. 161-170.
- "Marciano Capela y el enriquecimiento de la lengua latina", en De Roma al siglo XX. Madrid, 1996, pp. 81-91
- "Paupertate sermonis laboramus: una solución de Quintiliano", en QUINTILIANO: HISTORIA Y ACTUALIDAD DE LA RETÓRICA, Logroño/Calahorra, 1998, pp. 975-983.
- "La paz de Augusto", en MOMENTOS ESTELARES DEL MUNDO ANTIGUO,Madrid, 1998, pp. 143-167.
- "El participio de presente latino: auge y ocaso de una forma verbal". CFCI 15 (1998), pp. 37-58.
- "La magia del tres y su rendimiento en la poesía latina, en A. Mª Aldama...(ed.), La Filología Latina hoy. Actualizacíón y Perspectivas. Madrid, 1999, pp. 173-185.
- "Lucano ¿Exponente de una pretendida eloquentia Baetica?, en A. Ramos Guerreira (ed.), MNEMOSYNUM C. Codoñer a discipulis oblatum. Salamanca, 1991, pp. 175-187.
- "En el IV Centenario de El Quijote: la retórica recopiladora y transmisora de experiencias y saberes, en  Cultura Clásica y su  tradición. Balance y perspectivas actuales. México, 2008, pp. 151-168.
- "Del veterinario al albéitar: aportaciones del mundo clásico a la medicina veterinaria", en ANALES DE LA REAL ACADEMIA DE VETERINARIA VII, nº 7 (2000), pp. 61-80.
- "Juan Lorenzo Palmireno: un 'retor' ciceroniano inmerso en las corrientes de la época", en HUMANISMO Y PERVIVENCIA DEL MUNDO CLÁSICO (Homenaje a A. Fontán), Alcañiz, 2002, pp. 177-193.
- "A propósito de Electra: la venganza", en IDEAS: LAS VARIAS CARAS DEL CONFLICTO: GUERRA Y CULTURA ENFRENTADAS. Cáceres, 2004, pp. 35-53.
- "Jordanes:el historiador godo que narró el fin del Imperio romano", en Historia National Geographic, 47 (2007), pp. 105-107.
- "Acute arguteque: de la idea a la palabra", en MVNVS QVAESITVM MERITIS (Homenaje a Carmen Codoñer). Salamanca, 2007, pp. 519-528.
- "El foro romano, en Juan L. Arcaz (ed.), Maravillas del Mundo Antiguo. Madrid, Pie de Página, 2008, pp. 131-154.
- "En el IV Centenario de 'El Quijote'. La retórica, recopiladora y transmisora de experiencias y saberes", CULTURA CLÁSCI Y TRADICIÓN. BALANCE Y PERSPECTIVAS ACTUALES. México, 2008, pp. 151-168.
- "El rhetor y el orator. Educación para la vida pública en Roma, en PECTORA MULCET. ESTUDIOS DE RETÓRICA Y ORATORIA LATINAS. Logroño (IER)-Ayuntamiento de Calahorra, 2009, pp.83-101.
- "Una imagen negativa de César deformada por Lucano en los talleres de retórica, en A. Moreno (ed.), Julio César: textos, contextos y recepción. De la Roma Clásica al mundo actual. Madrid, UNED, 2010, pp. 301-321.
- "Arraiz y la consolación: una consolación ante el miedo a la muerte, no por la muerte de alguien, en D. FREI AMADOR ARRAIZ, no IV Centenario da edicao definitiva dos DIÁLOGOS. Lisboa, 2010, pp.57-72.

Investigador principal de un proyecto sobre Oratoria y estrategias comunicativas. Actualmente dirige un equipo de investigación que estudia la Tradición retórica y oratoria en occidente.